# Janne Carlsson (författare)
Janne Carlsson, född 10 januari 1950, är en svensk författare, frilansjournalist och översättare. Han reste under flera år i Asien och studerade fyra år vid Kabuls universitet, innan han arbetade som persisk tolk, tog en fil kand vid Uppsala universitet i historia och lingvistik samt utbildade sig till bibliotekarie. Han har arbetat som kulturskribent, skrivit två ungdomsböcker med motiv från Afghanistan, varav den första blev prisbelönt, och har som översättare från engelska (och i mindre utsträckning från danska, norska, franska och tyska) huvudsakligen ägnat sig åt kristen litteratur. Sedan 1997 översätter han också poesi från persiska tillsammans med Said Moghadam. 2014 kom hans biografi om Alma Johansson, ett av de få utländska ögonvittnena till folkmordet på armenier: Tiga kan jag inte: Alma och armenierna.

## Böcker
- Janne Carlsson och Börje Egfors: Kurderna - det glömda folket? (Sådd och skörd, 1983)
- Janne Carlsson: Kamelklockorna (Rabén & Sjögren, 1987)
  - Dansk översättning: Kamelklokkerne (översättning Ilse M. Haugaard, Gyldendal, 1988)
  - Tysk översättning: Kleiner grauer Vogel aus Kabul (översättning Marianne Vittinghoff, Boje, 1990)
  - Engelsk översättning: Camel Bells (översättning Angela Barnett-Lindberg, Toronto: Groundwood Books, 2002)
- Skorpionens öga (Rabén & Sjögren, 1989)
- Tiga kan jag inte - Alma och armenierna, Artos förlag 2014

## Översättningar (urval)
- Jacques Ellul: Guds närvaro i modern tid (Présence au Monde Moderne) (Libris, 1981)
- Francis Schaeffer: Människa - vad är du värd? (Whatever Happened to the Human Race?) (Libris, 1981)
- Roger Rosenblatt: Krigsbarn (Children of War) (Interskrift, 1985)
- Thomas Merton: Resa i den inre verkligheten (No Man Is an Island) (Libris, 1985)
- Michael Bourdeaux: Litauen - korsens land (Land of Crosses) (KM-förlaget, 1986)
- William Bell: Förbjuden stad (Forbidden City) (Bonniers, 1991)
- Fran Leeper Buss: Flykten till framtiden (Journey of the Sparrows) (Rabén & Sjögren, 1993)
- Piers Paul Read: På tredje dagen (On the Third Day) (Verbum, 1994)
- Billy Graham: Just som jag är (Just as I am) (Libris, 1997)
- Karin Boye & Furūgh Farrukhzād: Karin - Forough: en själ, två språk (översatt tillsammans med Said Moghadam) (Baran, 1997)
- Ahmad Shamloo: Dikter om natten (översatt tillsammans med Said Moghadam) (Baran, 1998)
- Ahmad Shamloo: Bortom kärleken (översatt tillsammans med Said Moghadam) (Baran, 1999)
- Gerard W Hughes: Mod att mogna (Oh, God Why?) (Cordia, 2001)
- G. K. Chesterton: G.K. Chesterton: journalisten, författaren & poeten (urval och översättning) (Cordia, 2001)
- Hushang Golshiri: De fördunklades kung (Shahe siyah poshan) (översatt tillsammans med Said Moghadam) (Baran, 2002)
- Colin Duriez: En guide till Tolkien och Sagan om ringen (Tolkien and The Lord of the Rngs) (Cordia, 2002)
- John Michael Talbot: I Franciskus fotspår (The Lessons of St. Francis) (Cordia, 2003)
- Iran berättar: Dans på slak lina: elva noveller (översatt tillsammans med Said Moghadam) (Tranan, 2004)
- Rowan Williams: Tystnad och honungskakor (Silence and Honeycakes) (Cordia, 2005)
- Dietrich Bonhoeffer: Motstånd och underkastelse : brev och anteckningar från fängelset (Widerstand und Ergebung) (Cordia, 2006)
- Sara Maitland: En bok av tystnad (A Book of Silence) (Cordia, 2010)
- Nina Hagen: Bekännelser (Bekenntnisse), (Cordia, 2011)
- Katherine Boo: Bakom det evigt vackra (Behind the Beautiful Forevers) (Marcus, 2012)